# سرطان‌های سر و گردن
سرطان‌های سر و گردن که در دهان، لب، بینی، سینوس‌ها، حنجره و گلو بروز می‌کنند. بیش از ۹۰٪ این سرطان‌ها از نوع کارسینومای سلول سنگفرشی (SCC) هستند که از اپیتلیوم منشأ می‌گیرند. راه انتشار این سرطان‌ها به صورت کلی از غدد لنفاوی گردن است و اغلب بدخیمند.

## بیماریزایی
به‌طور شایع در افراد بالای ۵۰ سال که سابقه سیگار کشیدن، جویدن توتون، مشروبخواری شدید و تماس طولانی با نور آفتاب دارند دیده می‌شود. با این حال در سال‌های اخیر تعداد بیشتر و بیشتری از موارد سرطان گلو  به عفونت مقاربتی با ویروس پاپیلومای انسانی (HPV) مربوط شده‌است.
یک بررسی در سال ۲۰۰۸ که نتایج آن در «ژورنال سرطان‌شناسی بالینی» منتشر شد نشان داد که موارد سرطان‌های دهان مربوط به HPV که در لوزه‌ها و قاعده زبان ایجاد می‌شوند، در طول سه دهه اخیر در میان افراد در دهه ۴۰ زندگی سه برابر شده‌اند.
براساس بررسی پژوهشگران دانشگاه جانز هاپکینز افراد مبتلا به تومورهای گلو که از لحاظ ویروس HPV مثبت هستند نسبت به تومورهای غیرمربوط به این ویروس، بخت زنده ماندن بیشتری دارند. اما این پیش‌آگهی بهتر نباید مانع از آن شود که با انجام اقدامات احتیاطی اصولاً مانع ابتلای خود به ویروس HPV شویم.
پرهیز از بی‌بندوباری جنسی و استفاده از وسائل حفاظتی مانند کاندوم در هر شکل رابطه جنسی اصل اول است.(مخصوصا ترک رابطهٔ دهانی یا اورال سکس) این ویروس در هر نوع رابطه جنسی در صورت عدم استفاده از کاندوم قابل انتقال است.
واکسیناسیون ضد HPV می‌تواند به محافظت در برابر شایع‌ترین گونه‌های سرطان‌زای این ویروس کمک کند. در حال حاضر دو واکسن گارداسیل Gardasil و سرواریکس Cervarix، در بازار موجود است و برای همه دختران و زنان ۱۱ تا ۲۶ سال توصیه می‌شود. گارداسیل برای استفاده در پسران و مردان جوان نیز تأیید شده‌است.
به غیر از اینها، اجتناب از سیگار کشیدن و مشروبخواری نیز خطر سرطان‌های سر و گردن را کاهش می‌دهد.
یک بررسی جدید جالب که در ژورنال پزشکی بریتانیا منتشر شد، نشان داد که افرادی که چای "بسیار داغ" می‌نوشند، نسبت به افرادی که چای گرم می‌نوشند، با احتمال هشت برابر بیشتر ممکن است به سرطان مری مبتلا شوند.

## بافت شناسی
حدود نود درصد این تومورها از اپی تلیوم سنگفرشی مطبق منشأ گرفته ا ند که اسکوآموس سل کارسینوما نامیده می‌شوند. بقیه اغلب از اپی تلیوم منشأ گرفته و بافتی غددی دارند که آدنوکارسینوما خوانده می‌شوند.

## درمان
همانند سایر سرطان‌ها از سه روش جراحی، رادیوتراپی و شیمی درمانی (داروهایی مانند پاکلیتاکسل و کربوپلاتین) جهت مداوا استفاده می‌شود. چون اغلب این سرطان‌ها بدخیمند و در مراحل پیشرفته تشخیص داده می‌شوند مجموعاً پیش آگهی بلندمدت بالا نیست.

## پی‌نوشت
1. ↑  چیزهایی که لازم است درباره سرطان گلو بدانید